# Huntleya waldvogelii
Huntleya waldvogelii är en orkidéart som beskrevs av Rudolph Jenny. Huntleya waldvogelii ingår i släktet Huntleya och familjen orkidéer.
Artens utbredningsområde är Colombia. Inga underarter finns listade i Catalogue of Life.